# Javna dobra
Javna dobra su ona dobra koja nam suvremena i moderna država stavlja na raspolaganje putem mehanizma javnog sektora.
Javna dobra se javljaju iz razloga što tržište nije u mogućnosti osigurati njihovu racionalnu ponudu zbog same naravi javnih dobara.
Javno dobro namijenjeno je općem i ravnopravnom korištenju građana u skladu sa smjernicama boljeg društva. 
Osnovna, nesporna javna dobra su voda, zrak, zemlja, sunce, šume, more, prometna infrastruktura, ulice, trgovi, rudna bogatstva, internet, kulturna baština u najširem smislu. 
Dobrom se pod načelom jednakosti upotebe može služiti svatko, na način da korištenjem jednog subjekta ne budu uskraćeni u mogućnosti korištenja drugi. Pojedinac se dobrom ne može služiti na način da se drugome onemogući ili ometa korištenje. Dobra se u pravilu koriste besplatno.
Javno dobro može se povećavati (infrastruktura, pošumljavanje) ili smanjivati (privatizacija, loše upravljanje, ekspoatacija šume, zagađenje zraka i vode).
Ustav RH: dobra od interesa za RH imaju njezin osobitu zaštitu. Zakonom se određuje način na koji se ta dobra mogu upotrebljavati i iskorištavati. Zakoni koji štite javna dobra: Zakon o javnim cestama, Zakon o vodama, Zakon o zaštiti prirode.
Država može nekome oduzeti vlasništvo i pretvoriti ga u javno dobro (ekspropijacija, nacionalizacija) i za to postoji zakonska procedura.
Obrnuti slučajevi prisvajanja javnog dobra ne bi trebali biti mogući iako postoje pritisci raznih lobija.
Država može dati javno dobro samo u koncesiju (kamenolom, naftnu bušotinu, cestu), materijalizirati promjenu u okolišu sa svrhom ulaganja u javno dobro na drugoj strani, ali ga ne može dati u vlasništvo.

## Značajke javnih dobara
- neisključivost

Korištenje javnog dobra u određenom trenutku od strane određene osobe ne isključuje mogućnost korištenja tog dobra od drugih osoba
- neiscrpnost

Ako neko javno dobro koristi više osoba u isto vrijeme to ne znači da ćemo to dobro iscrpiti (npr. stajanjem puno ljudi ispod svjetiljke na ulici neće iscrpiti svjetiljku niti će nekoga od ljudi isključiti od tog dobra)
- nedjeljivost

Javno dobro se ne može podijeliti (npr. ne možemo podijeliti svjetionik ili policajca)
U korištenju javnih dobara se gotovo uvijek javljaju neplatiše koje ne možemo isključiti od korištenja, a nismo sigurni da li ih plaćaju. Oni su šverceri ili tzv. slobodni jahači (Free Riders (engl.)). Ne možemo ih isključiti iz korištenja jer granični trošak javnih dobara je jednak 0 i povećanje korisnika ne smanjuje korisnost tog dobra.

## Podjela javnih dobara
1. Čista - nude ih samo država (npr. sudstvo i vojska)
2. Nečista - uz državu može ih ponuditi i privatni sektor (npr. obrazovanje, sport i kultura)
3. Meritorna - kada pojedinac nije u stanju ispravno procijeniti neko dobro i država tada odlučuje za njega (npr. minimalno obrazovanje, zabrana korištenja alkohola, droge i prostitucije)